# Anthicus peri
Anthicus peri – gatunek chrząszcza z rodziny nakwiatkowatych i podrodziny Anthicinae.
Gatunek ten opisany został po raz pierwszy w 2002 roku przez Gerharda Uhmanna na łamach „Bonner zoologische Beiträge”. Jako lokalizację typową wskazano Farmers’ Brigade w Serowe w Botswanie. Epitet gatunkowy nadano na cześć Pera Forchhammera, który odłowił materiał typowy.
Chrząszcz o wydłużonym ciele długości 1,9 mm i szerokości 0,6 mm. Głowa jest nieco tylko błyszcząca, żółtawobrązowa z czarnymi oczami, szagrynowana i bardzo grubo punktowana (przez jej środek biegnie bardzo wąskie pasmo niepunktowane), bardzo krótko i niewyraźnie, jasnobrązowo owłosiona, zaopatrzona w grube czułki o członie przedostatnim tak długim jak szerokim. Skronie są tak długie jak oczy i równoległe, tylna krawędź głowy zaś prosta. Przedplecze jest węższe niż u A. luciphilus, słabo połyskujące, żółtawobrązowe, mocno punktowane, porośnięte stosunkowo grubymi, niezbyt długimi, jasnobrązowymi, skierowanymi ku tarczce włoskami. Pokrywy są żółtawobrązowe ze słabym połyskiem, punktowane grubo, acz punkty stają się nieco mniejsze ku tyłowi, porośnięte grubymi, stosunkowo krótkimi, jasnobrązowymi, zwróconymi ku tyłowi włoskami. Tylna para skrzydeł jest w pełni wykształcona. Odnóża są niewyraźnie owłosione.
Owad afrotropikalny, znany wyłącznie z Botswany.